# Laisjura
Laisjura (georgiska: ლაიშურა) är ett vattendrag i Georgien. Det ligger i den centrala delen av landet, 160 km väster om huvudstaden Tbilisi.